# Angraecum xylopus
Angraecum xylopus är en orkidéart som beskrevs av Heinrich Gustav Reichenbach. Angraecum xylopus ingår i släktet Angraecum och familjen orkidéer.
Artens utbredningsområde är Komorerna. Inga underarter finns listade i Catalogue of Life.